# Thelypteris scabra
Thelypteris scabra là một loài thực vật có mạch trong họ Thelypteridaceae. Loài này được (PRESL) Lellinger miêu tả khoa học đầu tiên năm 1984.